# Spraytorkning

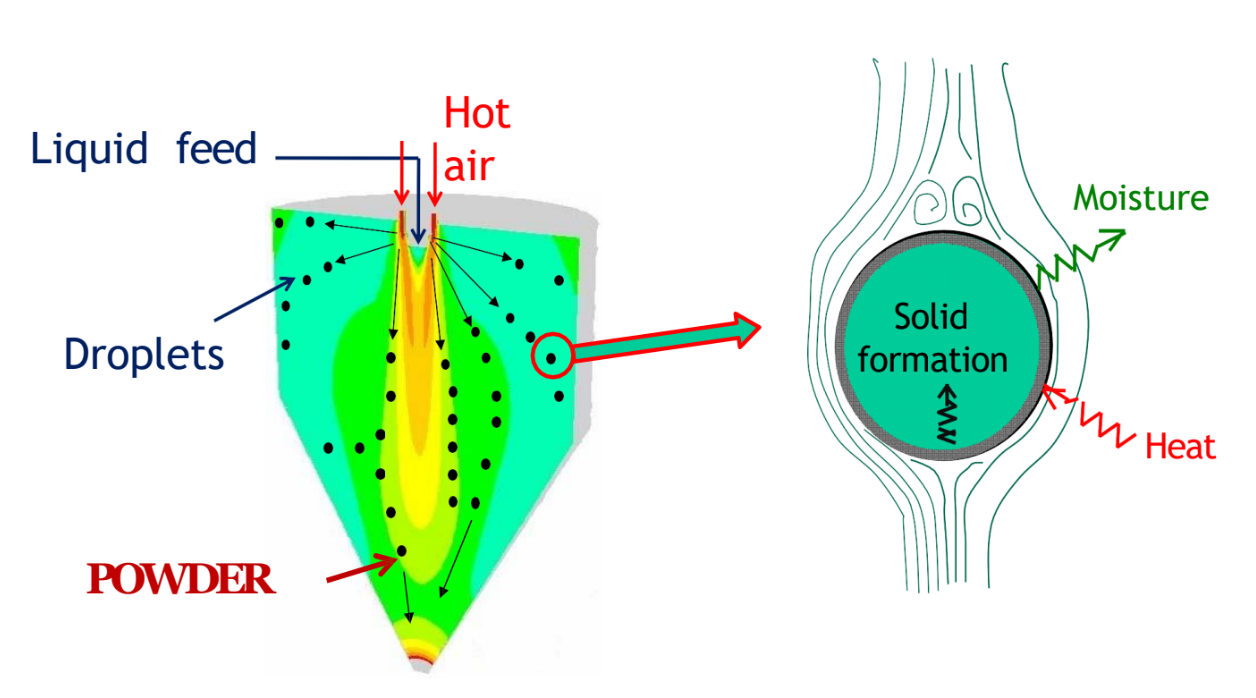
Kammare med droppar samt en enskild droppe som torkas.

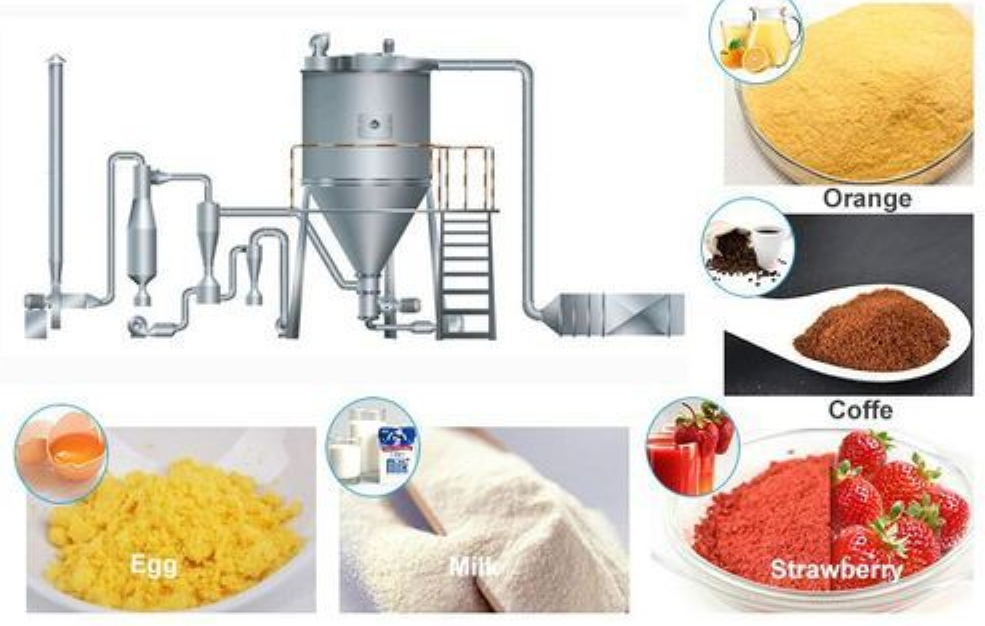
Sparytorkning omvandlar ägg, mjölk, jordgubbar, kaffe, apelsin till pulver.

Spraytorkning är en torkningsmetod för flytande produkter där vätskan finfördelas ("atomiseras") genom dysor eller spridare under högt tryck på upp till 250 bar i toppen av en kammare. Kammaren kan vara ett ända till 20 m högt torn. Dropparna, som är så små att de blivit en aerosol, faller sedan mot botten av kammaren och torkas med hjälp av upphettad luft. Metoden är skonsam på grund av att den torkar redan vid relativt låg temperatur. Produkter som spraytorkas är till exempel mjölk och tvättmedel.
Själva torkningsmetoden fungerar genom att kontrollera flödet och temperaturen på ingående och utgående luft i kammaren. Ingående luft är mycket varm medan utgående luft har en lägre temperatur. Samtidigt sprutas den vätska som ska torkas in med en lägre temperatur än ingången, detta innebär att vätskan fungerar som köldmedium. Värmeenergin som skiljer mellan ingångs- och utgångstemperatur kommer att gå över till köldmediet och torka detta.